# Antiblemma amalthea
Antiblemma amalthea är en fjärilsart som beskrevs av William Schaus 1911. Antiblemma amalthea ingår i släktet Antiblemma och familjen nattflyn. Inga underarter finns listade i Catalogue of Life.